# کلاودیا جانوتی
کلاودیا جانوتی (ایتالیایی: Claudia Giannotti؛ ‏ ۱۹ فوریهٔ ۱۹۳۷ – ۲۶ ژوئیهٔ ۲۰۲۰) بازیگر اهل ایتالیا بود.
از فیلم‌ها یا سریال‌های تلویزیونی که وی در آن‌ها نقش داشته‌است، می‌توان به طلاق و زیبایی زنان اشاره نمود.